# نهر أوهلافا
نهر أوهلافا (بالتشيكية: Úhlava، بالألمانية: Angel) هو نهر في التشيك، يُعد أحد الروافد اليمنى لنهر رادبوزا. يجري عبر إقليم بلزن وصولًا إلى مدينة بلزن. يبلغ طوله 104 كم، مما يجعله تاسع عشر أطول نهر في التشيك.

## أصل التسمية
يُرجح أن الاسم من أصل سلافي، ومشتق من الكلمة التشيكية úhel والتي تعني زاوية، في إشارة إلى مجراه المتعرج نسبيًا.

## الخصائص

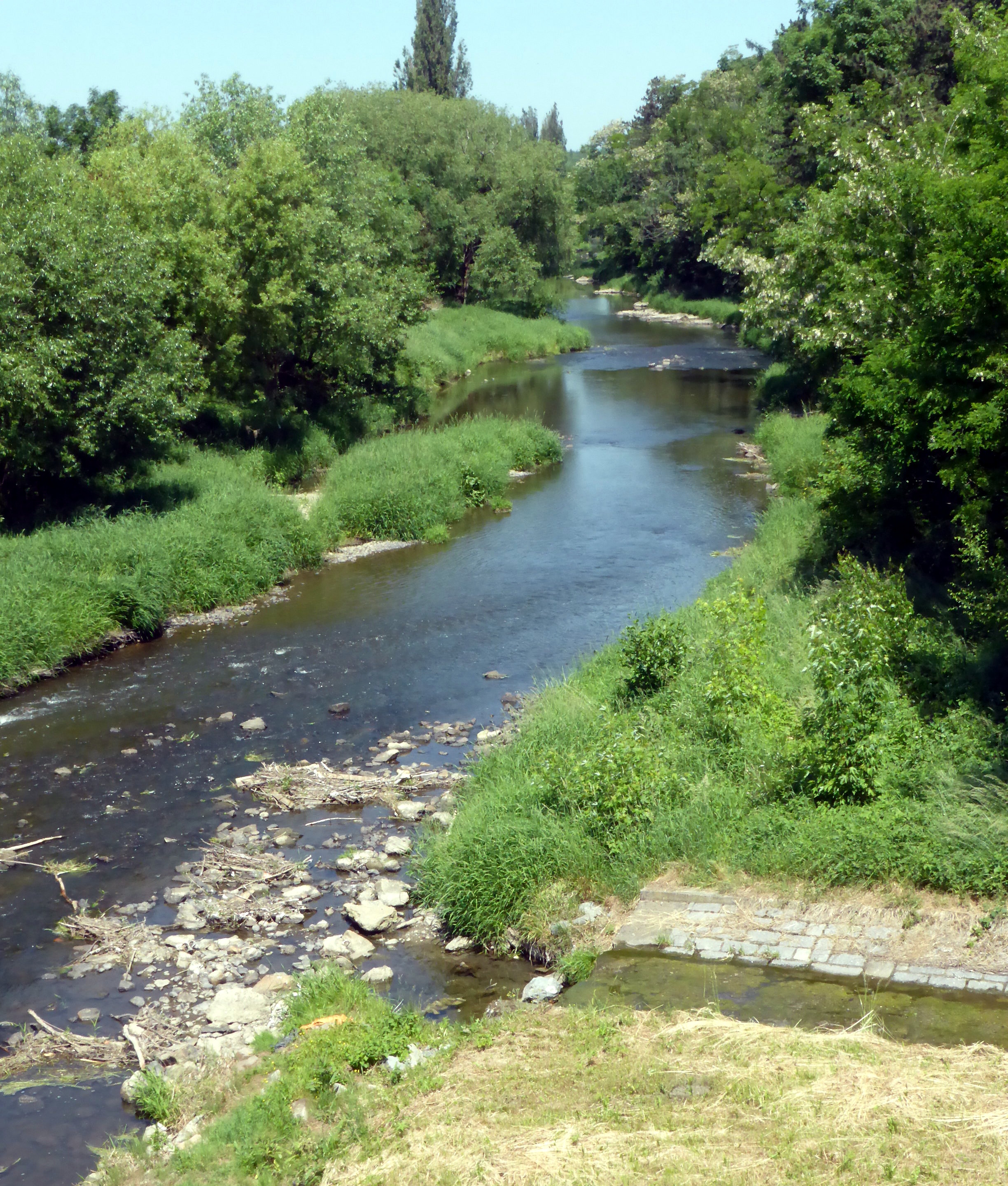
نهر أوهلافا في بلزن قبل مصبه بقليل

ينبع نهر أوهلافا في منطقة جيليزنا رودا داخل غابة بوهيميا، على ارتفاع 1153 مترًا، من منحدر جبل بانسير. يتدفق عبر عدة مدن وبلدات قبل أن يصب في نهر رادبوزا عند ارتفاع 307 أمتار. يبلغ طول النهر 104 كم، بينما تبلغ مساحة حوضه المائي 908.5 كم².

## الروافد الرئيسية
أطول روافد نهر أوهلافا:
| الرافد           | الطول (كم) | كيلومتر النهري | الجانب |
| ---------------- | ---------- | -------------- | ------ |
| درنوفي بوتوك     | 21.3       | 58.9           | أيمن   |
| بولينكا          | 18.0       | 56.3           | أيسر   |
| يلينيكا          | 17.9       | 73.0           | أيمن   |
| توتشنيتسكي بوتوك | 17.6       | 50.7           | أيمن   |
| خودسكا أوهلافا   | 17.0       | 80.2           | أيسر   |
| تريبيتشينكا      | 12.5       | 46.4           | أيسر   |

## المسار
يتدفق النهر عبر أراضي جيليزنا رودا، هامري، نيرسكو، يانوفيتسه ناد أوهلافو، بزديكوف، كلاتوفي، دولاني، شفيهوف، تشيرفيني بورجيتشي، بوروفي، نيزديتسه، لوجاني، برجيخوفيتسه، برجيشتيتسه، دولني لوكافيتسه، برجيدينيتسه، تشيتجيتسه، وشتينوفيتسه قبل أن يصب في نهر رادبوزا عند الحافة الجنوبية لمدينة بلزن.

## المسطحات المائية
يوجد في حوض النهر 38 مسطحًا مائيًا تزيد مساحتها عن 1 هكتار. أكبرها هو سد نيرسكو الذي تبلغ مساحته 138 هكتارًا، وقد تم بناؤه مباشرة على نهر أوهلافا. كما يحتوي الحوض أيضًا على بحيرة تشيرني (Černé jezero)، وهي أكبر بحيرة طبيعية في التشيك.

## الرياضة
في المناطق العليا من نهر أوهلافا، يُقام سنويًا كأس التجديف التشيكي، الذي ينظمه الاتحاد التشيكي للتجديف. ويتم التحكم في تدفق المياه أثناء الحدث من قبل المنظمين عبر سد نيرسكو.

## روابط خارجية
- تدفق النهر عند محطة Štěnovice – خدمة الإنذار والتنبؤ بالفيضانات التابعة للمعهد التشيكي للأرصاد الجوية.